# Pathé Rembrandt Utrecht
Pathé Rembrandt Utrecht is een bioscoop aan de Oudegracht in de Nederlandse stad Utrecht. De bioscoop maakt deel uit van de bioscoopketen Pathé en heeft drie zalen (het kleinste aantal van alle bioscopen van Pathé in Nederland) met in totaal 683 zitplaatsen.

## Geschiedenis
De bioscoop werd in 1913 als Rembrandt Bioscoop-Theater opgericht door de Joodse Utrechters Hamburger en Lorjé in een herenhuis dat wel bekendstond als de Landscroon. In dit tijdsgewricht openden meerdere ondernemers in dit nieuwe fenomeen een zaak in Utrecht. Naast filmvoorstellingen stonden er in de beginjaren ook al toneelvoorstellingen op het programma. Het scherm van de bioscoop was van een groot formaat en de films werden van geluid voorzien door een orkest en explicateurs. In de beginjaren is diverse malen verbouwd waardoor het aantal zitplaatsen steeg van 240 naar 650.
Een grote verbouwing vond in 1919 plaats naar ontwerp van de architecten B. Woord en M. Rietbergen. Tijdens de half jaar durende verbouwing werd uitgeweken naar de schouwburg op het Vredenburg. De vernieuwing bracht een nieuwe voorgevel en een luxueus uitgevoerd interieur. 1150 zitplaatsen kwamen er in een grote zaal die was voorzien van een balkon, een orkestbak en een ophaalbaar projectiedoek van 40 vierkante meter. Achter het doek bevond zich een podium waarop toneelstukken en variétévoorstellingen konden plaatsvinden. De rol van de explicateur stopte dat jaar.
In 1921 volgde de overname van de bioscoop door de Nederlandse Bioscoop Trust tegen een bedrag van een half miljoen gulden. Omstreeks 1930 was de bioscoop de grootste in de stad Utrecht. De eerste geluidsfilm was onderwijl in 1929 vertoond, wat in 1931 leidde tot de opheffing van het huisorkest dat lokaal faam genoot. In 1933 is de bioscoop grootschalig verbouwd. Het interieur en exterieur werden daarin door de architect H. van Vreeswijk meer in de stijl van de nieuwe zakelijkheid gebracht. Onder andere is daarin de voorgevel wederom gewijzigd en het aantal zitplaatsen verder vergroot naar 1350. Een volgende ingrijpende verbouwing vond omstreeks 1973 plaats. Onder meer is de grote zaal toen gesplitst in een grote en twee kleinere bioscoopzalen. Sinds 1995 maakt de bioscoop deel uit van de bioscoopketen Pathé.